# Areus (Dichter)
Areus war ein lakonischer Dichter. Über ihn ist nur bekannt, dass er ein Gedicht Lied Kyknos verfasste, das von Kyknos, dem Sohn von Apollon, handelte. Möglicherweise ist er mit dem Dichter Aseios oder Asios bei Pausanias identisch. Dieser soll ein Gedicht verfasst haben, in dem er als Vater des Thestios nicht Ares, sondern Agenor, den Sohn des Pleuron, nennt.